# Língua pévé
A língua pévé, às vezes chamada de lamé (o dialeto principal), é um membro do ramo masa da família chadica, falada em partes de Camarões e da República do Chade.

## Variedades
O termo "Zime" não é usado em Camarões, mas é usado pela ALCAM (2012) para servir como um termo de cobertura para o lamé, o pévé e três variedades faladas em Camarões. Há 5.720 falantes (SIL 2000). O zime é falado em Camarões, no departamento de Bénoué (região norte), ao longo da fronteira com o Chade. Também é falado no Chade. Os dialetos falados nos Camarões são: 
- Pévé, no norte, abrangendo o distrito de Bibemi (departamento de Bénoué) e o distrito de Rey-Bouba (departamento de Mayo-Rey)
- Taari, na zona central, no Arrondissement de Rey Bouba (departamento de Mayo-Rey) a oeste do Parque Nacional Bouba Njida
- Lamé, no Arrondissement de Rey Bouba, mas a leste do Parque Nacional Bouba Njida, na zona de Djibao. É diferente do lamé da Nigéria.

## Situação sociolinguística
Uma pesquisa do Ethnologue em 1999 identificou cerca de 30.000 falantes de pévé na República do Chade e 6.000 falantes nas regiões Norte e Extremo Norte de Camarões (Ethnologue). Assim como a maioria dos falantes de línguas chádicas, os falantes de pévé tendem a ser fluentes em sua língua de herança, bem como nas línguas veiculares de suas respectivas áreas. Isso inclui as línguas mundang e fula, ambas membros da família linguística nigero-congolesa, bem como o francês, o inglês e outras línguas. Ao contrário de muitas línguas vizinhas, o número de falantes do pévé parece ter aumentado nas últimas duas décadas. Isso se deve em parte ao Comitê pour le Promotion de la Langue et de la Culture Lamé (CPLCL), uma organização sediada em Camarões e Chade cujo objetivo é compartilhar e preservar costumes e tradições culturais, incluindo o uso da língua.
O nome lamé também é usado para um dialeto da língua relacionada Ngeté-Herdé.

## Gramática
Assim como outras línguas chádicas, o pévé tem um rico conjunto de formas e funções gramaticais que diferem daquelas de línguas intimamente relacionadas, mesmo que essas línguas possam ser faladas a apenas alguns quilômetros de distância. Por exemplo, Pévé difere de muitas línguas chádicas por ter uma cópula correspondente a "ser". Ao contrário da maioria das línguas com uma cópula inerente, a cópula em Pévé pode ser usada em referência ao tempo passado ou futuro, mas não em referência ao tempo presente. Outra característica interessante do Pévé é o uso de pronomes para marcar tempo, modo e aspecto, juntamente com as funções gramaticais de sujeito e objeto. Essas e outras relações incomuns entre forma e função fazem de Pévé uma fonte provável para futuros estudos linguísticos. 

## Fonologia

### Consoantes
|            |            | Labial | Alveolar | Alveolar | Pós-alveolar | Velar | Glotal |
| Simples    | Sibilante  | Labial |          |          | Pós-alveolar | Velar | Glotal |
| ---------- | ---------- | ------ | -------- | -------- | ------------ | ----- | ------ |
| Nasal      | Nasal      | m      | n        |          |              | ŋ     |        |
| Plosiva    | sem voz    | p      | t        | ts       | tʃ           | k     | ʔ      |
| Plosiva    | dublado    | b      | d        | dz       | dʒ           | ɡ     |        |
| Plosiva    | implosivo  | ɓ      | ɗ        |          |              |       |        |
| Fricativa  | sem voz    | f      | ɬ        | s        |              |       | h      |
| Fricativa  | dublado    | v      | ɮ        | z        |              | ɣ     |        |
| Trinado    | Trinado    |        | r        |          |              |       |        |
| Aproximado | Aproximado | w      | l        |          | j            |       |        |

Ao contrário de afirmações anteriores, Pévé não "contrasta" fricativas glotais surdas e sonoras ([h] vs. [ɦ]).  Na verdade, a “fricativa glotal sonora” não existe (nem fonológica nem fonemicamente) na língua Pévé. 

### Vogais
Pévé possui 5 vogais: /i/, /e/, /a/, /o/, /u/, mais suas formas nasalizadas (/ĩ/, /ẽ/, /ã/, /õ/, /ũ/). As vogais /ɪ, ɛ, ɔ, ʊ/ ocorrem como variações relaxadas de suas contrapartes de tempo em sílabas fechadas e, ocasionalmente, em sílabas abertas.

## Publicações
As formas e funções gramaticais e semânticas do Pévé, juntamente com muitas características culturais, são descritas em detalhes em A Grammar of Pévé (veja abaixo), publicado em janeiro de 2020 pela editora Brill. O volume, baseado em dados coletados de 2012 até o presente, foi escrito por Erin Shay, professora de linguística na Universidade do Colorado, em Boulder, em colaboração com Lazare Wambadang, falante nativo de Pévé, educador profissional e presidente do Comité pour le Promotion de la Langue et de la Culture Lamé.

## Links externos
- A Grammar of Pévé.
- Vídeo mostrando como a publicação de uma gramática escrita de uma língua menos conhecida pode ter um efeito positivo em falantes nativos dessa língua.